# Hesperapis rufipes
Hesperapis rufipes is een vliesvleugelig insect uit de familie Melittidae. De wetenschappelijke naam van de soort is voor het eerst geldig gepubliceerd in 1899 door Ashmead.